# Sphaerodactylus nicholsi
Sphaerodactylus nicholsi — вид геконоподібних ящірок родини Sphaerodactylidae. Ендемік Пуерто-Рико. Вид названий на честь американського іхтіолога Джона Тредвелла Ніколса.

## Поширення і екологія
Sphaerodactylus nicholsi мешкають в прибережних районах на півдні, південному заході і півночі острова Пуерто-Рико. Вони живуть в сухих і помірно вологих прибережних лісах, на морських узбережжях і пляжах, в трав'янистих і чагарникових заростях, трапляються на плантаціях і в садах. Зустрічаються на висоті до 450 м над рівнем моря. Ведуть денний, наземний спосіб життя. Відкладають яйця.